# Sant'Antonio da Padova a Via Merulana
Sant'Antonio da Padova a Via Merulana, även benämnd Sant'Antonio da Padova all'Esquilino, är en kyrkobyggnad och mindre basilika i Rom, helgad åt den helige Antonius av Padua. Kyrkan är belägen vid Via Merulana i Rione Esquilino och tillhör församlingen Santi Marcellino e Pietro al Laterano.
Kyrkan innehas av Franciskanorden.

## Kyrkans historia
Kyrkan uppfördes åren 1884–1888 efter ritningar av Luca Carimini. Den konsekrerades av kardinal Lucido Parocchi den 4 december 1887. Portiken med fem rundbågar är ritad i nyrenässansstil; Carimini lät sig inspireras av Antonio di Sangallos arkitektoniska formspråk. Fasaden är uppförd i tegel med arkitektoniska detaljer i travertin.
Interiören är treskeppig med rosa granitkolonner. Altarets lågrelief Den sista måltiden är ett verk av Luca Carimini. Absidens fresk Franciskanordens helgon är utförd av Bonaventura Loffredo da Alghero (1830–1903) omkring år 1890. Nedanför hänger en rad ikoner med Jesus Kristus i mitten, flankerad av Jungfru Maria och Johannes Döparen. Här finns även en ikon som avbildar heliga Birgitta.

## Titelkyrka
Sant'Antonio da Padova in Via Merulana stiftades som titelkyrka av påve Johannes XXIII år 1960.
Kardinalpräster
- Peter Tatsuo Doi (1960–1970)
- António Ribeiro (1973–1998)
- Cláudio Hummes (2001–2022)